# Pterobdella leiostomi
Pterobdella leiostomi is een ringworm uit de familie van de Piscicolidae. De wetenschappelijke naam van de soort is voor het eerst geldig gepubliceerd in 1991 door Burreson & Thoney.